# На відрі верхи
«На відрі верхи» (німецькою: «Der Kübelreiter») — оповідання Франца Кафки, яке він написав 1917 року. Вперше з'явилося 1921 року в Prager Presse, а також посмертно в збірці Beim Bau der Chinesischen Mauer (Берлін, 1931). Перший переклад на англійську мову здійснили Вілла і Едвін Мюїр, а опублікував його Мартін Секер 1933 року в Лондоні. Також оповідання з'явилося в збірці Великий китайський мур. Розповіді і роздуми (Нью-Йорк: Schocken Books, 1946)..
Це розповідь про чоловіка, якому потрібне вугілля, щоб наповнити ним відро і потім обігріти житло. У нього немає грошей і він сподівається, що гендляр позичить йому трохи в борг. Він прибуває верхи на відрі до гендляра і починає просити позичити трохи вугілля, але одразу стає зрозуміло, що гендляреві вугіллям і його дружині байдуже до його благань. Особливо його ігнорує дружина гендляра і оповідач зневажає її. Він залишає їх у гніві, «зноситься на висоти вічних льодовиків і зникає там назавжди».
Існує думка, що ця розповідь, основна частина яких є діалог, являє собою дискурс на неминучий конфлікт між людьми через вроджені відмінності між ними. Інша інтерпретація полягає в тому, що конфлікт між вершником на відрі та дилером вугілля виникає через мову, яка є водночас і перепоною і мостом між людьми.

## Українські переклади
- Франц Кафка: Перетворення. Переклад з німецької Івана Кошелівця. Львів: Літературна аґенція Піраміда. 2005. ISBN 966-8522-28-1. (завантажити e-book з Chtyvo.org)